# Violent Journey Records
Violent Journey Records war ein in Pudasjärvi ansässiges finnisches Musiklabel, das insbesondere auf Death Metal, Black Metal und verwandte Spielarten spezialisiert war.
Gegründet wurde das Label 2004 von Vesa Ruokangas, dem ersten Sänger der finnischen Band National Napalm Syndicate. Die offizielle Eintragung in das Handelsregister erfolgte im März 2007. Neben der Stilistik der Bands, die nur bedingt für den breiten Markt kompatibel war, litten die Absätze des Labels auch an Widrigkeiten der Branche – so an Magazinen, die den Druck aktueller Anzeigen vergaßen, oder an Vertrieben, denen das kommerzielle Potential von Violent Journey Records zu gering war.
In der zweiten Jahreshälfte 2014 wurde auf der Website mitgeteilt, dass die Reise beendet sei und jetzt nur noch der Backkatalog zu genießen sei.

## Veröffentlichungen (Auswahl)
- A.O.D. – Gallery of Pain (2010)
- Bloodride – Crowned in Hell (2010)
- Coprolith – Hate Infected (EP, 2012)
- Corpset – Ruins (2011)
- Deathmarched – Spearhead of Iron (2012)
- The Jasser Arafats – Condemnation (2010)
- Metuja – Hulluus Aatelo (2008)
- National Napalm Syndicate – Devolution of Species (2009)
- Nowen – Nothing But Hate (2010)
- Oranssi Pazuzu – Muukalainen puhuu (2009)
- Ordog – Trail for the Broken (2014)
- Pyuria – Oubliette Ontology (2007)
- Rain of Acid – Ghost Town (2014)
- Sadistik Forest – Death, Doom, Radiation (2012)
- Unhoped – Nuclear Death (EP, 2013)
- Witheria – Devastating Return (2014)
- Skirmish – Through the Abacinated Eyes  (2011)